# 需求获取
需求获取，属于软件工程中的一部分，包括需求来源和获取需求的技术。它是软件需求分析的第一阶段，其本质主要是人的活动，涉及软件开发人员如何与包括客户在内的各方干系人建立有效的沟通,以来获取各方对软件的要求、期望、限制等等。也称为“需求发现”、“需求获得”。
需求获取得到的产物目前没有统一的称呼。
常见有如下的一些做法：
- 在不少Scrum的实践中，将用户故事作为需求获取的产物，放到产品待办列表中。
- 称为客户需求，经简要提炼的客户需求，焦点是捕获正确的市场导向，或者就大致功能范围得到客户的初步认可。
- 称为原始需求，直接采用客户和干系人的语言，在尽量澄清真实意思的情况下，不加分析的，收集原始信息。